# Anselm Feuerbach
Anselm Feuerbach (Espira, Alemanya, 1829 - Venècia, Itàlia, 1880) va ésser un pintor alemany.
Autor de nombroses escenes inspirades en l'antiguitat clàssica, la seva obra és present en museus de Basilea, Múnic o Stuttgart. Format a Düsseldorf, Múnic i París, va descobrir Il Veronese a Venècia.